# Xaintrailles
Xaintrailles is een gemeente in het Franse departement Lot-et-Garonne (regio Nouvelle-Aquitaine) en telt 382 inwoners (2005). De plaats maakt deel uit van het arrondissement Nérac.

## Geografie
De oppervlakte van Xaintrailles bedraagt 10,3 km², de bevolkingsdichtheid is 37,1 inwoners per km².
De onderstaande kaart toont de ligging van Xaintrailles met de belangrijkste infrastructuur en aangrenzende gemeenten.

## Demografie
Onderstaande figuur toont het verloop van het inwonertal (bron: INSEE-tellingen).